# Yorkshire
|  | Per a altres significats, vegeu «Yorkshire (desambiguació)». |

Yorkshire és un comtat històric d'Anglaterra que forma, junt amb Cúmbria, Northumbria, Cheshire i Lancashire el conjunt que s'anomena popularment el Nord d'Anglaterra. És el comtat més gran del Regne Unit. Encara que Yorkshire no és actualment una unitat administrativa, s'esmenta en moltes subdivisions (tal com Yorkshire and the Humber i West Yorkshire, que en són unes de les resultants províncies administratives), i el nom és d'ús familiar i habitual arreu del Regne Unit en preferència a les divisions oficials.
Hi ha dos tipus de divisió a Yorkshire. La primera és la històrica i popular, la divisió en tres ridings o províncies (significa terços): El del nord, el de l'oest, i el de l'est. Avui dia la divisió administrativa produeix una sèrie de províncies que inclou North Yorkshire (correspon amb la riding del nord), West Yorkshire, South Yorkshire, i East Riding of Yorkshire, a més dels diversos termes municipals de les ciutats qui hi són a part.
La població de Yorkshire el 1991 era 3.978.484. La majoria d'aquests viuen a les ciutats més grans que es disposen en una línia de l'oest a l'est a la part més al sud. Ciutats importants són Leeds, Bradford, Wakefield, Sheffield, York, Ripon i Kingston upon Hull.
Yorkshire és considerat per alguns la zona més verda d'Anglaterra, a causa de la gran quantitat de territori rural que abasta al nord, especialment els parcs naturals delsYorkshire Dales i els North York Moors, i fins i tot les ciutats
això fa que alguns li posen el sobrenom de God's Own County (El País de Déu).
Al llarg de la seua història, Yorkshire ha estat una part significant de les Illes Britaniques. L'Imperi Romà tenia la ciutat de York (de la qual es deriva Yorkshire) com una de les dues capitals de tota la Gran Bretanya romana. Amb els Viquings l'àrea fou proclamada com a Regne de York durant un segle, mentre la majoria de les grans ciutats modernes es fundaren a l'època dels Normands.
Yorkshire abastava gairebé 6.000 milles quadrades (15,000 km²) el 1831, i la regió de Yorkshire and the Humber tenia una població de vora cinc milions. L'emblema de Yorkshire és la Rosa Blanca dels senyors de York, típicament en forma de bandera amb la rosa blanca damunt un fons blau fosc. El dia de Yorkshire és l'1 d'agost.

## Història

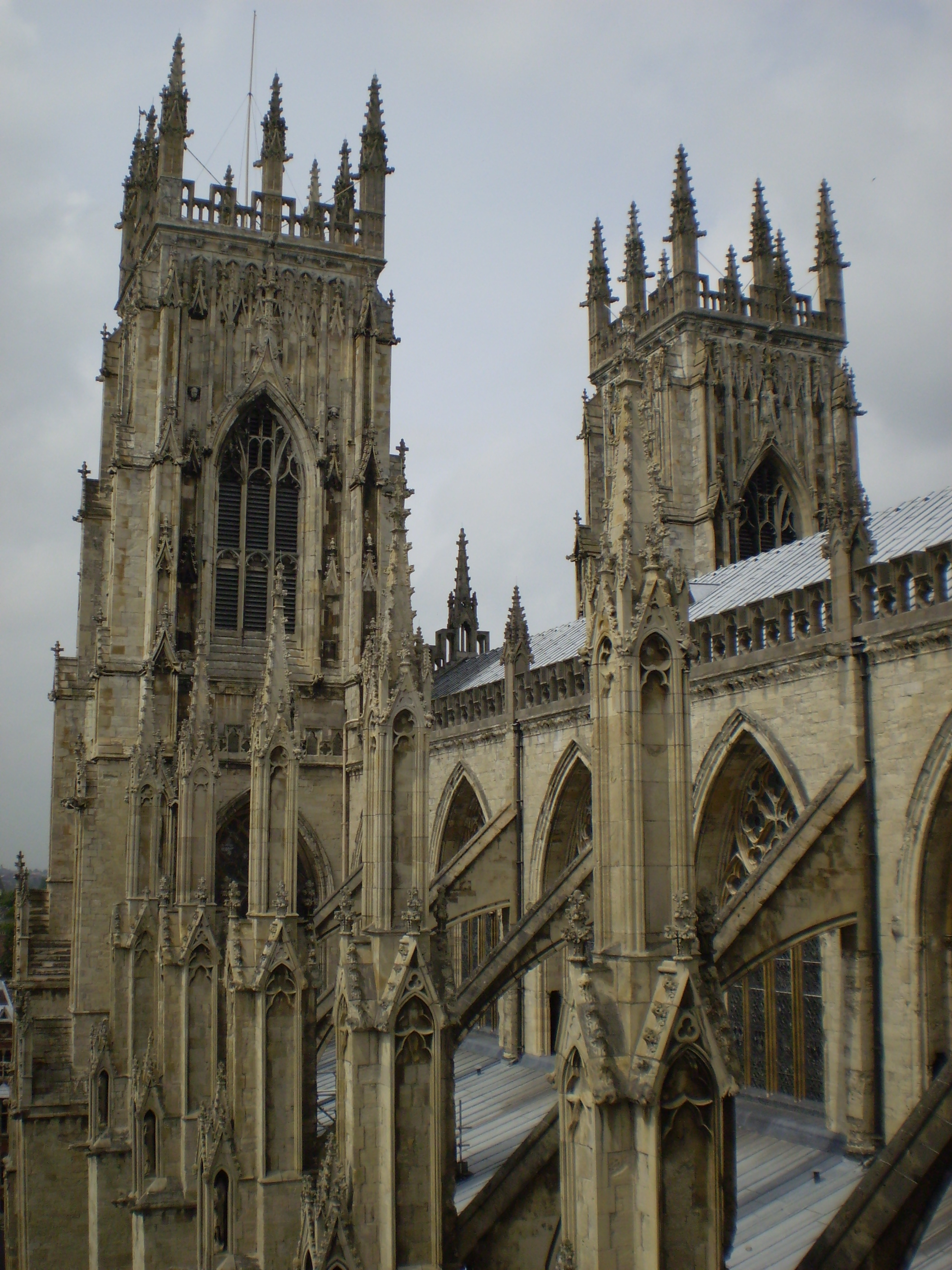
Catedral de York Minster

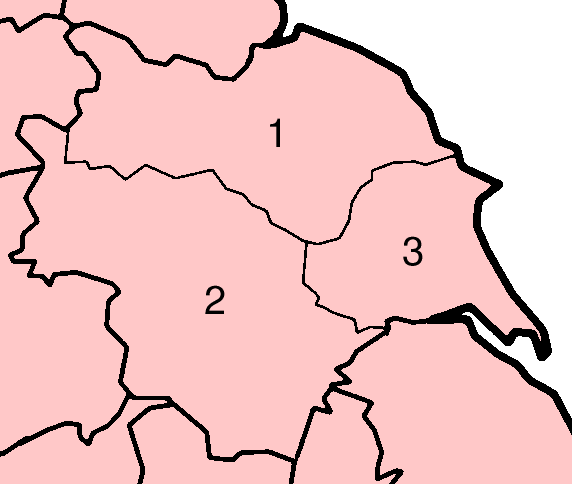
les tres Ridings o províncies històriques, de Yorkshire

### Les guerres de les Roses
Quan el rei Ricard II d'Anglaterra fou expulsat, l'antagonisme entre els senyors de York i els de Lancaster, ambdós branques de la família reial dels Plantagenet, començà a veure's. Eventualment les dues cases senyorials encetaren una sèrie de batalles que es podia considerar una guerra civil (incloïa la Batalla de Wakefield i la de Towton) per aconseguir la corona d'Anglaterra. Aquesta guerra es coneix amb el nom de la Guerra de les Roses, car si el símbol de Yorkshire és una rosa blanca, la de Lancashire n'és una de roig. Després d'una lluita perllongada, el rei Enric VI d'Anglaterra, de la casa de Lancaster, fou llevat del poder i empresonat el 4 de març 1461 pel seu cosí del bàndol de York i nou rei, Eduard IV d'Anglaterra. Vuit anys després la guerra tornà i Eduard estava forçat a l'exili a França per Richard Neville i John Neville mentre el rei del bàndol de Lancaster, Enric VI, fou reinstaurat.

La Rosa Tudor.

Eduard tornà però, i eventualment vencí la casa de Lancaster, ja que Enric VI no tingué fills, i fou mort per Eduard, novament al tron. Ell fou succeït per Ricard III.
Més tard Enric Tudor de la casa de Lancaster va vèncer i matà a Ricard en la batalla de Bosworth Field, i esdevingué rei Enric VII i es casà amb Elisabeta de York, filla d'Edward IV de York, i així acabaren les guerres. Mentrestant, les dues roses s'ajuntaren per formar la Rosa Tudor, roja i blanca.

### Yorkshire i la Revolució Industrial
El segle xix era un període de creixement per a Yorkshire, tant de població com d'indústries, entre les quals destaquen el carbó, teixit i acer (especialment a Sheffield). Tanmateix, i malgrat els guanys fets per la burgesia, la qualitat de vida abaixà a les viles industrials a causa de sobrepoblació, donant lloc a epidèmies de còlera tant el 1832 com el 1848. Per fi, al final del segle, la introducció de clavegueram i proveïment d'aigua neta començà a canviar aquesta situació. S'hi encetaren moltes xarxes de ferrocarril a Yorkshire. El 1889, es crearen les províncies modernes o county councils per a les tres ridings però no hi incloïen el control de les viles més grans, que s'esdevenien municipis indepedents o county boroughs, on es trobava una gran part de la població.

### Yorkshire al segle XX
Hi havia grans canvis administratius a tot el Regne Unit. Alguns canvis foren impopulars, i controversialment Yorkshire i les seues ridings perderen importància el 1974 a conseqüència del Local Government Act 1972. Ara amb fronteres molt reduïdes, l'ens oficial que actualment conté el gruix de l'antic Yorkshire és la regió de Yorkshire and the Humber.

## Geografia
Antigament, la frontera del nord de Yorkshire era el Riu Tees, la de l'est la costa de la Mar del Nord i la del sud el delta de l'Humber i els Rius Don i Sheaf. Fitava a l'oest a la serra de Pennines fins al Riu Tees.
El riu Ouse i el Riu Wharfe són dos dels principals rius. Els d'Aire (que passa a través de Leeds) i Calder, i el Don, també són de certa importància. Al nord trobem el Riu Tees.A l'est dels Yorkshire Wolds, és el riu més gran, el Hull, que fluïx fins al delta a Kingston upon Hull.

## Natura

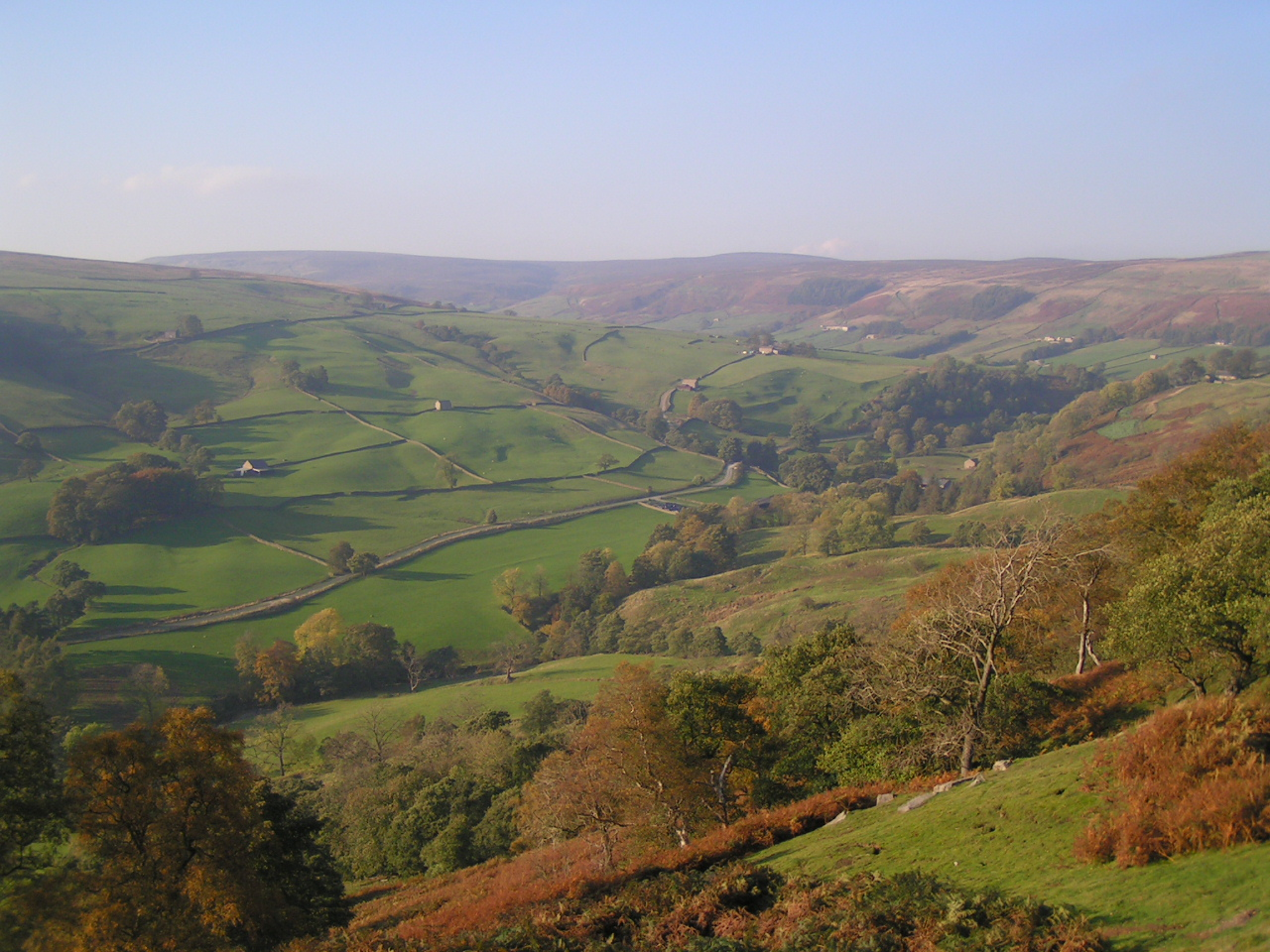
Nidderdale, Yorkshire Dales

El paisatge de Yorkshire és tan famós que se'n diu God's Own County (Comtat de Déu).
Yorkshire té tres parcs nacionals: el Peak District, els North York Moors i els Yorkshire Dales. La costa de Yorkshire també és famosa per la seua bellesa, i hi ha unes quantes reserves naturals d'aus.
Un punt d'interés és Spurn Point, una llengua estreta d'arena de cinc kilòmetres amb un far abandonat. Whitby, al nord de Yorkshire, ha sigut votat la millor platja del Regne Unit, pel seu port pesquer bonic.

## Transport

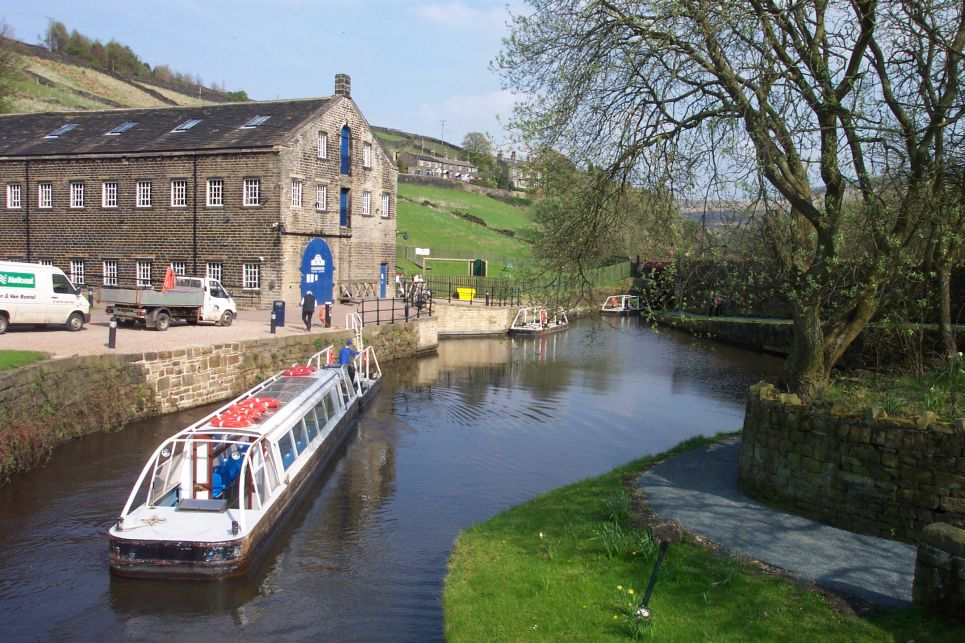
Una canal a Yorkshire de l'Oest

La carretera més important de Yorkshire, històricament dita la Great North Road, és avui en dia l'autovia A1. Aquesta carretera travessa la regió del sud al nord, i és la ruta principal entre Londres i Edimburg. Mentrestant, l'autovia M62 va de l'oest a l'est enllaçant Kingston upon Hull amb Manchester i Liverpool. L'East Coast Main Line és el corredor ferroviari entre Escòcia i Londres i segueix l'A1. El Trans Pennine, de l'oest a l'est, connecta Kingston upon Hull i Liverpool a través de Leeds.
Abans del tren, ports com els de Kingston upon Hull i Whitby tenien importància en el transport de béns. Històricament s'utilitzaven canals, especialment la Leeds and Liverpool Canal, la més llarga d'Anglaterra. Avui en dia Europa (Països Baixos i Bèlgica) està a l'abast a través dels vaixells de recorregut regular des de Hull.
Yorkshire disposa també de l'aeroport internacional Leeds Bradford. El sud de Yorkshire té el seu propi aeroport, el Robin Hood Airport Doncaster Sheffield a Finningley.

## Personatges il·lustres
- Charles Herbert Kitson (1874 - 1944), músic.
- Edward Joseph Dent (1876-1957), musicògraf.